# Alsodux
Alsodux este o municipalitate din provincia Almería, Andaluzia, Spania, cu o populație de 112 locuitori.